# Якшанга (посёлок)
Якша́нга — посёлок в Поназыревском районе Костромской области Российской Федерации.
Административный центр и единственный населённый пункт Якшангского сельского поселения.

## География
Посёлок находится в юго-восточной части Костромской области. Расположен при слиянии рек Якшанга (старое название Пустынная Якшанга) и Восточная Якшанга, образующих при этом реку Большая Якшанга. В черте поселка реки образуют излучины и заводи. Окружён лесами таёжного типа. Коренные елово — пихтовые (рамени) и сосновые (боры и субори) хвойные леса в настоящее время практически вырублены и их доля составляет лишь около 17,5 %; их место заняли вторичные березняки и осинники. Для поселка и его окрестностей вполне характерна, так называемая шохра — лес в болоте.
Якшанга расположена на высоте 120—119 метров над уровнем моря и находится в низине по отношению к соседним населённым пунктам Балаболиха, Бурундучиха и Зебляки.
С юга к посёлку Якшанга примыкают деревни Культура Первая и Культура Вторая — анклав Шарьинского района в Поназыревском районе.

## История

### До Октябрьской социалистической революции
Считается, что название посёлка происходит от марийского слова «якшенка» — «стройный, высокий» (эпитет сосны); согласно другой версии (менее вероятной) название дали татарские рабочие — землекопы, участвовавшие в строительстве железной дороги и означает оно «хорошее место». Среди аборигенов утвердилось мнение, что «якшанга» переводится с татарского, как «яма».
«Крестным отцом» Якшанги, наверное можно считать известного русского инженера — путейца и писателя Николая Георгиевича Гарина-Михайловского, который в 1895 году в глухих костромских лесах наметил трассу будущей железнодорожной магистрали.
1 сентября 1901 года император Николай II издал Высочайший указ об отчуждении за вознаграждение земель для строительства железных дорог, в том числе для линии Санкт-Петербург — Вятка.
Летом 1902 года начались работы по сооружению будущей Вологдо — Вятской железной дороги. В пяти — семи верстах северо — восточнее деревень Большая Малиниха и Ершиха Заболотского сельского общества приступили к строительству станции Якшанга, путевой полуказармы «937 верста» и железнодорожных мостов. Договор на сооружение искусственных сооружений был заключен с фирмой «Бак, Герард и К°», принадлежащей инженеру путей сообщений Юлиану Борисовичу Баку и купцу 1-й гильдии Ивану Николаевичу Герарду. К марту 1904 года был уложен сплошной одинарный путь на участке Котельнич — Шарья, 30 декабря 1905 года было открыто рабочее движение поездов, а 1 ноября 1906 года уже было открыто регулярное движение.
На станции IV класса / полустанции Якшанга (Гагаринской волости Ветлужского уезда Костромской губернии) имелись: бревенчатое, обшитое тесом здание пассажирского вокзала — подобные ещё можно видеть на станциях Антропово, Нея, Россолово и Шекшема; водоемное здание (пристанционная водонапорная башня), построенное по типовому проекту и водоподъёмное здание (водокачка) с квартирой машиниста; жилой домик для начальника станции и телеграфиста и полуказарма для мастера и рабочих, обслуживающих станцию. В 1907 году здесь проживали 15 жителей мужского пола и 7 женского. Обитателями путевой полуказармы «937 верста» являлись ещё 4 мужчины и 3 женщины . В окрестностях станции функционировали три железнодорожных моста — на 937-й версте восьмисаженный через реку Пустынная Якшанга, на 940-й версте десятисаженный через реку Восточная Якшанга и на 942-й версте через ручей Борундучиха.
В течение 1910—1916 годов начальниками станции были:
- Голубков С. М.;
- Григорьев Георгий Георгиевич;
- Быков Г. С.;
- личный почетный гражданин Кочуров Н. М.

Первым дорожным мастером на станции был Рогатко Федор Максимович — эту должность он занимал около 40 лет.
В 1908 году на станцию прибыли 1419 пассажиров и 9200 пудов грузов, в основном хлебных, а были отправлены в свою очередь 1423 пассажира и 42 пуда дубильного сырья (ивовой коры). В брошюре «Путеводитель по Северным железным дорогам» сказано о Якшанге того времени: «Кругом леса, к югу маленькие деревеньки, к северу на 45 верст нет совсем деревень».
Богатством здешнего края всегда был строевой лес. Лесными дачами в Гагаринской волости владела княгиня Вера Фёдоровна Гагарина (урожденная баронесса фон Пален). Летом 1906 года (во время событий первой русской революции) её усадьба Александровское была разграблена, а в лесах велись самовольные порубки.
11 февраля 1911 года за 1515000 рублей княгиня продала 63717 десятин земли богородскому купцу и лесопромышленнику Ивану Евдокимовичу Смирнову. В свою очередь, он 18 декабря 1912 года за 2350000 рублей перепродал 44196 десятин земли американскому акционерному обществу «Зингер и К°». Компания решила построить на станции Якшанга лесопильный завод и посёлок при нём.
Производимыми работами руководил Пушкарев. Для обеспечения строительства был построен кирпичный заводик. Затем были сооружены заводские водокачка и водонапорная башня, котельная и электростанция с паровой динамо — машиной, бассейн для распарки древесины и железнодорожный тупик, на котором имелись вагонные весы. Кроме того возвели посёлок лесозавода из 11-ти «зингеровских» домов для проживания персонала. Дома были оснащены электроосвещением и водопроводом.
21 декабря 1913 года был смонтирован локомобиль, обеспечивавший работу трёх лесопильных рам и двух обрезных станков «Болиндер». Первым управляющим лесозавода был Предеин М. И.
В 1914 году в посёлке проживало уже 160 жителей (не считая временных и сезонных рабочих).

### Репрессивная политика советского государства
В советское время Якшанга становится местом «социалистической перековки социально-чуждых элементов». Ориентировочно в 1930 году здесь была открыта лесозаготовительная исправительно — трудовая колония открытого типа, рассчитанная на 300 человек. Подчинялась она Главному Управлению Мест Заключения РСФСР.
В марте 1930 года в Якшангу из-под Котельнича был выслан кулак Ларионов Николай Лукич вместе с членами семьи, а в конце 1938 года сюда был направлен священник села Благовещенское Шабалинского района Кировской области Мышкин Николай Иванович — в качестве наказания ему было дано задание заготовить 300 кубометров дров.
В 1939 году в Якшанге насчитывалось 62 человека «спецконтингента» — 47 мужчин и 15 женщин.
В конце 1937 и начале 1938 годов в Якшанге были арестованы, а затем расстреляны:
- Беркис Ян Янович (дежурный слесарь лесозавода),
- Голяков Василий Осипович (рамщик лесозавода),
- Горский Андрей Федотович (курьер Шарьинского лестранхоза),
- Михельсон Людвиг Янович (заведующий заводской библиотеки),
- Подлецкий Михаил Раймундович (бухгалтер стола реализации лесозавода),
- Самоделов Алексей Алексеевич (единоличник),
- Сенников Устин Ильич (плотник лесоучастка);

а в 1946—1949 годах в поселке были репрессированы:
- Ермохин Николай Михайлович (директор заготовительного пункта) и
- Абнавер-Верцайзер Абрам Николаевич (заместитель начальника по снабжению)[20].

Список, вероятно, неполон, так как упомянуты лишь те граждане, которые впоследствии были реабилитированы.
В послевоенное время в северной части поселка размещалась женская исправительно-трудовая колония.

### Накануне войны
Перед войной в рабочем посёлке Якшанга Шарьинского района Горьковской области располагались лесопильный завод № 5 (директор Офицеров, главный инженер Борисов) треста «Горьтранлес» Центрального отдела лесозаготовок НКПС, механизированный лесопункт (находился «за линией» на улице Тракторной), лесозаготовительная контора треста «Леспромтяж» НКТП, железнодорожная станция. Круглый лес (пиловочник) доставлялся на лесозавод вагонами по железной дороге из Шабалинского леспромхоза Кировской области и с лесной пристани поселка Голыши (ныне Ветлужский) или тракторами мехлесопункта по лежневым дорогам с 39-го и 61-го лесных кварталов. Древесина, заготовленная на лесоучастке «Лодочное» НКТП перевозилась австрийскими лошадьми — тяжеловозами по конной узкоколейной железной дороге — «декавильке» (проходила по нынешней улице Свободы) до станции, а затем оттуда отправлялась в адрес потребителей.
В поселке были построены двухэтажные административные и жилые дома по улице Сталина (нынешняя улица Ленина), имелись школа — десятилетка (сооружена в 1935 году и действует до сих пор), школа — семилетка, детский сад имени Крупской, больница, клуб, пекарня и другие объекты. На средства и силами поселковой молодежи были возведены стадион со скамейками для зрителей, спортивный зал, тир, аттракционы, танцевальная площадка.
3 декабря 1938 года в повестке дня Исполкома Горьковского Областного Совета Депутатов Трудящихся значится пункт «О перечислении из гослесфонда 46,13 га в земфонд для отвода усадебных участков рабочим и служащим при ст. Якшанга Северной железной дороги», 26 апреля 1939 года был рассмотрен вопрос «О проведении выборов поселковых советов во вновь образованных поселках Голыши, Якшанга, имени В. М. Молотова, Октябрьском», а 13 ноября 1940 года решался вопрос «О земельной площади для расширения поселка Якшанга». Председателем поселкового совета была Зайцева Зоя Тимофеевна.
16 января 1939 года Якшанга получила статус рабочего посёлка.

### В военные годы
В июне 1941 года по всей стране начался призыв военнообязанных на «учебные сборы» (скрытая форма мобилизации). Массовое привлечение «к учёбе» началось 12 июня, а уже 13 июня со станции Якшанга уезжали мужики. За поездом, плача бежали женщины и дети, провожая своих сыновей, мужей и отцов в неизвестность (люди прекрасно осознавали, что война неизбежна). Милиция отлавливала «нарушителей» и штрафовала их за передвижение по железнодорожным путям.
22 июня было организовано массовое гуляние — в этот солнечный день играл духовой оркестр, люди толпились у буфетов в ожидании футбольного матча с командой Мантуровского фанерного завода № 9 Наркомата лесной промышленности. В полдень Молотов объявил о начале войны, состоялся митинг, поздно вечером и ночью по домам разносили повестки.
23 июня из поселка отбыла очередная партия призывников. Вечером этого же дня железнодорожники Якшанги перешли на воинский график движения поездов — литер «А».
27 июня в Якшанге было введено затемнение.
Уже на второй день войны в городе Пушкин Ленинградской области был сформирован эвакуационный госпиталь № 1174, с 18 августа он находился в Вологде, а с 20 ноября дислоцировался в Якшанге(корпус для тяжелораненых был размещен в здании школы — десятилетки, другие категории раненых располагались в больнице и клубе). Начальником госпиталя был Владимиров Александр Владимирович, а главным врачом Габис Михаил Маркович (в РГАКФД имеется его фотография 1944 года), кроме того, в нём трудились:
- Гольцева Антонина Яковлевна,
- Петров Николай Алексеевич,
- Полесицкая Фейга Гиршевна,
- Полесицкий Натан Исаевич,
- Полесицкий Яков Исаевич,
- Шнейдерман Арон Ефимович
- и другие ленинградские медработники.

В качестве вольнонаёмного персонала использовались местные жители (например, буфетчицей работала Лидия Мухина, а парикмахером Александра Еркушина). 13 сентября 1943 года эвакогоспиталь переместили на станцию Черепеть Тульской области.
На базе этого госпиталя был сформирован эвакогоспиталь № 5807 — в Якшанге он находился с 1 сентября по 1 декабря 1943 года, затем его переместили в Днепродзержинск.
Воины, умершие в этих госпиталях, похоронены на старом поселковом кладбище (располагается по пересечении улиц Вторая Пятилетка и Гоголя). На месте воинских захоронений 9 мая 1965 года был открыт мемориал. Но к глубокому сожалению, фамилии умерших военнослужащих никак не были увековечены. В настоящее время на сайте ОБД Мемориал опубликованы следующие данные:
- Скворцов Иван Семенович (умер от ран 08.03.1942),
- Имерлишвилли Иван Федорович (умер от ран 11.07.1942),
- Па(о)нкратов Петр Иванович (умер от шока 23.09.1942),
- Алексеев Василий Алекс-ч (умер от болезни 27.09.1942),
- Носков Алекс. Марк-ч (умер от ран 05.04.1943),
- Масленников Павел Дмитриевич (умер от ран 01.05.1943)[31].

Принимала Якшанга беженцев и блокадников. Вспоминает Полотт Залман (вместе с родителями и сестрой эвакуировался из Риги): 
«Наконец приехали. Село Якшанга, Горьковской области. Поселили нас в хате без электричества. Лучины, потрескивая, освещали хатку. Не было даже керосина, не то что электричества. Моя сестра, которая была ровно на 2 года старше и я, устроились на печи»
. А вот свидетельство Денисова Василия Сергеевича (до войны учился на токаря во 2-м ремесленном училище при Кировском заводе, в марте 1942 года был вывезен из Ленинграда по «Дороге жизни»): 
«Ехали мы в поезде 9 суток до станции Якшанга Горьковской области, а остаток пути нас перевозили на санях. Как приехали, полтора месяца лежал в больнице, приходил в себя после голода… А потом в соседнем колхозе почти год пас овец, и даже стал бригадиром».

30 сентября 1941 года в газете «Горьковская Коммуна» была опубликована заметка: 
«Шарья. С большим подъёмом подхватили трудящиеся района, начавшееся в стране движение по сбору теплых вещей для доблестной Красной Армии. Коллектив Якшангского лесозавода в 2—3 дня собрал около 200 теплых вещей… Ольга Напольских — секретарь Шарьинского райкома ВКП(б)».
В поселке оказывалась поддержка (материальная помощь, вспашка индивидуальных огородов, помощь на покосе и т. п.) 110 семьям погибших воинов и фронтовиков.
14 марта 1945 года в одной из центральных газет писалось: «На лесозаготовительном участке Якшангского лесокомбината для рабочих созданы все необходимые бытовые условия. В общежитии чисто, проведено электричество, каждый вновь пришедший рабочий проходит санобработку. Свой досуг рабочие проводят в клубе. На большую заботу о материально — бытовых условиях рабочие отвечают стахановским трудом на лесозаготовках. Бригада Вилковой ежедневно выполняет задания на 150 процентов, а Дьяконова и Тюшин выполняют в день по две нормы».
9 мая в Якшанге похолодало и пошел снег. За годы Великой Отечественной войны погибли и пропали без вести не менее 300 человек — живших, родившихся, работавших или призывавшихся здесь. Не менее девяти человек погибли в немецком и финском плену. Около 95 % потерь понесли русские, а остальные пришлись на казанских татар, украинцев, белорусов, латышей, литовцев, евреев и поляков.

### После войны
После войны в Якшанге располагался детский дом, здесь же дислоцировался путевой железнодорожный батальон (в частности занимался укладкой верхнего строения пути и возведением малых искусственных сооружений при строительстве узкоколейной железной дороги).
В Якшанге кипела культурная жизнь — по выходным устраивались танцы под музыку духового оркестра воинской части, а хор под руководством Валентины Вегенер (имел в своем составе около 100 человек) с песней «В нашей сторонке» в 1970-е годы занял первое место на конкурсе художественной самодеятельности в Костроме.
По ведомственной принадлежности персонал Якшангского лесокомбината относился к работникам железнодорожного транспорта и имел соответствующие льготы — например бесплатный проезд железнодорожным транспортом раз в год. Эту привилегию якшангцы зачастую использовали для «шопинга» в Москву или Ленинград.
Для заготовки древесины в 1940-е годы был создан поселок Северный, а затем и другие лесопункты с соответствующей инфраструктурой. Основным их населением были вербованные из других регионов, беглые колхозники и бывшие ссыльнопоселенцы (в том числе немцы).
В результате к Якшангскому поселковому совету стали относиться ныне исчезнувшие лесные поселки Малая Якшанга, Северный и Сосновка. Сама Якшанга с 1939 по 1997 год имела статус посёлка городского типа (рабочего поселка).
С целью обеспечения вывоза круглого леса были проложены узкоколейные железные дороги (ширина колеи 750 мм) Якшанга — Северный — Малая Якшанга — Панино и Якшанга — Сосновка — Шайма. Их общая протяженность составляла 110 километров. По рабочим дням в Якшангу приходило до 20 составов с лесом, а в Панино и Сосновку и обратно ежедневно ходили три и две пары рабочих (пассажирских) поездов соответственно.
Постановлением ЦК КПСС и Совета Министров СССР «О развитии жилищного строительства в СССР» от 31 июля 1957 года Якшангскому лестранхозу комбината «Костроматранлес» Министерства путей сообщения СССР надлежало к январю 1960 года довести мощности по выпуску деталей для сборных малоэтажных домов, обеспечивающие возведение 50000 квадратных метров жилой площади в год.
В результате дальнейшей реорганизации был создан Якшангский производственно — опытный леспромхоз комбината «Костромалес» Министерства лесной промышленности СССР. Некоторое время в его состав входили научно — исследовательский отдел и конструкторско-техническое бюро (располагались в здании нынешней поселковой администрации). Действовала школа коммунистического труда, куда приезжали перенимать опыт со всех концов СССР. Директором предприятия был Чупахин Евгений Васильевич.

### Экспорт
Еловые доски толщиной 25 и 50 мм только высшего качества (на 6,5 метров длины допускалось лишь 2 сучка) отправлялись в порт Новороссийск, а затем за границу на экспорт — следствием этого было то, что в годы товарного дефицита поселок в свою очередь снабжался импортными товарами. Продукция стружечного цеха предназначалась для фанерного комбината в Мантурово, домостроительный цех изготовлял оконные блоки, производились рудничная стойка и ящичная дощечка, технологическая щепа направлялась на целлюлозно — бумажные комбинаты и гидролизные заводы.

### Стихийные бедствия
Летом 1972 года в окрестностях Якшанги бушевали лесные пожары — в их тушении участвовали подразделения лесоохраны, местные жители и курсанты Костромского высшего военного командного училища химической защиты. Площадь Васеневско — Луптюгского пожара в Поназыревском и Шарьинском лесхозах достигла 7948 гектаров, а площадь Якшангского пожара в Поназыревском лесхозе составляла 2042 гектара
9 июня 1984 года Якшангу задел смерч — вихрь сорвал крыши с двух домов в северной части поселка и оставил в лесу полосу бурелома.

## Население
| 1959  | 1970  | 1979  | 1989  | 2006  | 2008  | 2010  |
| ----- | ----- | ----- | ----- | ----- | ----- | ----- |
| 7557  | ↘5528 | ↘3986 | ↘3270 | ↘1905 | ↘1750 | ↘1388 |
| 2011  | 2012  | 2013  | 2014  | 2015  | 2016  | 2017  |
| ↗1750 | ↘1311 | ↘1244 | ↘1174 | ↘1142 | ↘1112 | ↘1070 |
| 2018  | 2019  | 2020  | 2021  |       |       |       |
| ↘1004 | ↘965  | ↘906  | ↘870  |       |       |       |

## Известные уроженцы
- Балашов Владимир Борисович (род. 11.07.1949 г.) — член Союза писателей России, Заслуженный работник культуры Хакасии.
- Зотов Герман Алексеевич (род. 28.02.1935 г.) — доктор технических наук, профессор, заместитель директора ВНИИ газа и газовых технологий, член — корреспондент РАЕН, академик Горной академии РФ.
- Иноземцева Татьяна Николаевна (род. 24.01.1950 г.) — член Союза писателей России.
- Коркин Александр Васильевич (1939—2001) — горняк, бригадир проходчиков рудника «Второй Советский» Дальнегорского горно — металлургического комбината, Герой Социалистического Труда[50].
- Малышев Михаил Георгиевич (род. 1913 г.) — подполковник, командир 244 отдельного танкового полка. Погиб 16 апреля 1944 года вместе с экипажем ленд-лизовского танка «Sherman» у колоннады Никитского ботанического сада, похоронен в Ялте, в его честь там названа улица[51][52].

## Инфраструктура
В посёлке имеются школа, детский сад, дом культуры, библиотека, амбулатория, 10 магазинов, 3 торговых павильона, розничный рынок, кафе, ателье, отделение банка, почтовое отделение.

## Достопримечательности
- В Якшанге находится объект культурного наследия регионального значения — двухэтажный жилой дом для рабочих лесопильного завода Зингера, построенный в 1914 году (ул. Папанина, 15);
  - второй имевшийся в посёлке объект культурного наследия — жилой дом конца XIX — начала XX века (ул. Кирова, 121) — к 2011 году утрачен.
- В начале улицы Папанина, в так называемой «Деревнюшке», расположены шесть однотипных одноэтажных деревянных «зингеровских» домиков, построенные в 1913—1914 годах.
- Сохранился нижний кирпичный восьмигранный ярус пристанционной водонапорной башни (ул. Вторая Пятилетка), построенной примерно в 1903—1905 годах — верхний деревянный ярус в настоящее время разобран. Кирпичная станционная водокачка (ул. Ленина, 66) и возведенная в эти же годы, постепенно разрушается, но сохранилась, сблокированная с ней деревянная квартира машиниста. Кроме того имеется кирпичная заводская водонапорная башня, построенная в 1913 году.
- Своеобразной местной достопримечательностью считаются «лавы» — деревянные тротуары, сооружённые в топких местах.

## Экономика
- Основа экономики посёлка — лесозаготовки. В 2001 году Якшангский леспромхоз был признан банкротом.
- На 2011 год в посёлке действуют три лесозаготовительных предприятия: ООО «Якшангский лес», ООО «Якшангское ЛЗП», ООО «АКС»; кроме того действуют лесопилки трех индивидуальных предпринимателей.
- В районе поселка Якшанга и бывшего поселка Северный на площади 8350 гектаров открыты залежи суглинков и глин, пригодных для производства кирпича. Их прогнозируемые запасы составляют около 15,2 миллионов кубометров[53].

## Транспорт
Федеральная автодорога Санкт-Петербург — Екатеринбург, муниципальная автодорога Якшанга — Заболотье, одноимённая железнодорожная станция Вологодского отделения Северной железной дороги (расположена между станцией Зебляки и разъездом Бурундучиха).

### Происшествия на транспорте
- 22 января 2004 года в 400 метрах западнее станции водитель МАЗа — лесовоза выехал на нерегулируемый железнодорожный переезд. Автомобиль заглох, после чего произошло столкновение с грузовым поездом. В результате локомотив с 25 вагонами сошли с рельсов и опрокинулись на двигавшуюся по встречному пути снегоуборочную машину, которая упала под откос. Пострадали два человека, разрушено 500 метров железнодорожного полотна[54].
- 7 апреля 2005 года на железнодорожном переезде произошло столкновение легкового автомобиля с поездом. Пьяный водитель «въехал» в последний вагон проходящего состава. Один человек погиб, второй получил ранение, а водитель отделался испугом[55].
- 12 января 2009 года на станции произошло столкновение хвостовой части грузового поезда (самопроизвольно скатился с горки из-за того, что машинист и его помощник уснули) и пригородного поезда Свеча—Шарья. Серьёзно пострадали семь человек[56].
- 26 мая 2011 года на железнодорожном переезде столкнулись грузовой состав и легковая автомашина. В результате случился взрыв и пожар поезда, произошёл разлив метанола из горящих цистерн. Погибли два человека[57].

## Якшанга в документальном кино
- 1970-е годы -«Якшангский леспромхоз» (любительская киносъёмка);
- 2008 год — «Гульнуть по-нашему» (фильм производства НТВ из цикла «Профессия - репортер»);
- 2009 год — «Сонный путь машиниста Кассина» (ведомственный фильм производства РЖД);
- 2012 год — «Отмороженная совесть» (фильм производства НТВ из цикла «Профессия — репортер»).